# Lèucada (ciutat)

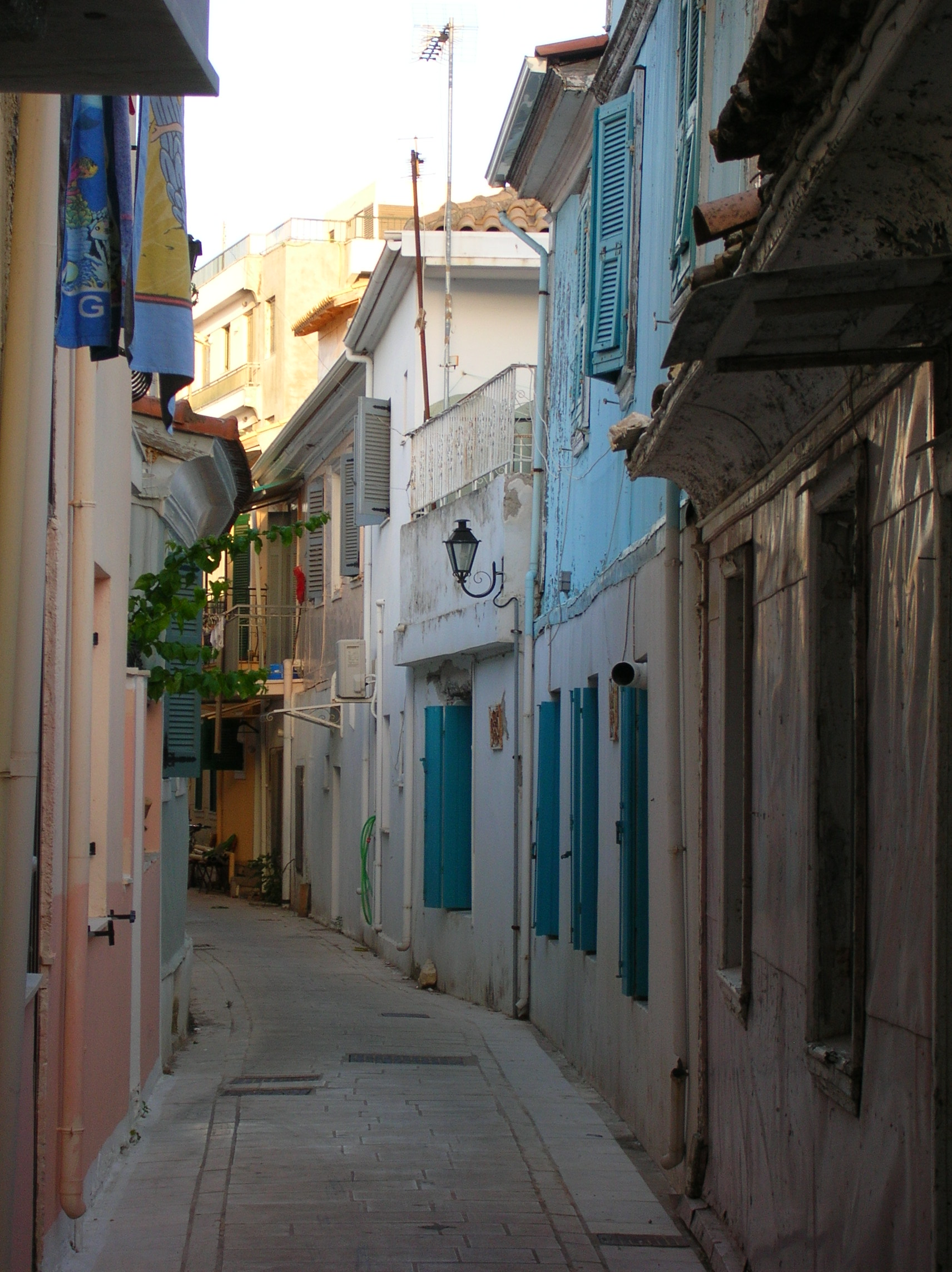
Una dels carrers típics de Lèucada

Lèucada (grec: Λευκάδα, Lefkáda) és la capital de l'illa de Lèucada, una de les Illes Jòniques. L'any 2011, la seua població arribava a 8.673 habitants. És a la costa nord-est de l'illa, enfront del canal que la separa del continent i que es creua per una carretera que discorre per un pont llevadís.
A partir de domini venecià el segle xiv, que durà fins a final del segle xviii, la vila també fou coneguda pel nom de Santa Maura (grec: Άγια Μαύρα, Aia Mavra) per mor de la fortalesa veneciana situada a la part alta de la vila i anomenada Santa Maura.

## Història
Segons Estrabó, Lèucada la fundaren els corintis enviats per Cípsel i Gorgos (segle vii aC) a excavar el canal que convertí Lèucada en una illa. Llavors traslladaren la ciutat de Nèricos al lloc que es denominaria Lèucada, un nom que, tal com ja observà Estrabó, deriva del color blanc del Cap Lèucates.
Lèucada participà amb tres naus en la batalla de Salamina. En la batalla de Platea, els leucadis i els anactoris formaven una força conjunta de 800 hoplites. Durant la Guerra del Peloponnés la ciutat en formà part de la Lliga, l'aliança comandada pels espartans.
L'any 368 aC, s'uní a la Segona Lliga atenesa. També formà part de l'aliança hel·lènica contra Filip II de Macedònia i contra Antípatre. S'uní a la Confederació Acarnània cap als anys 280-265 aC.
Titus Livi relata el setge i la conquesta de la ciutat pels romans l'any 197 aC.